# Wieńczysław Gliński

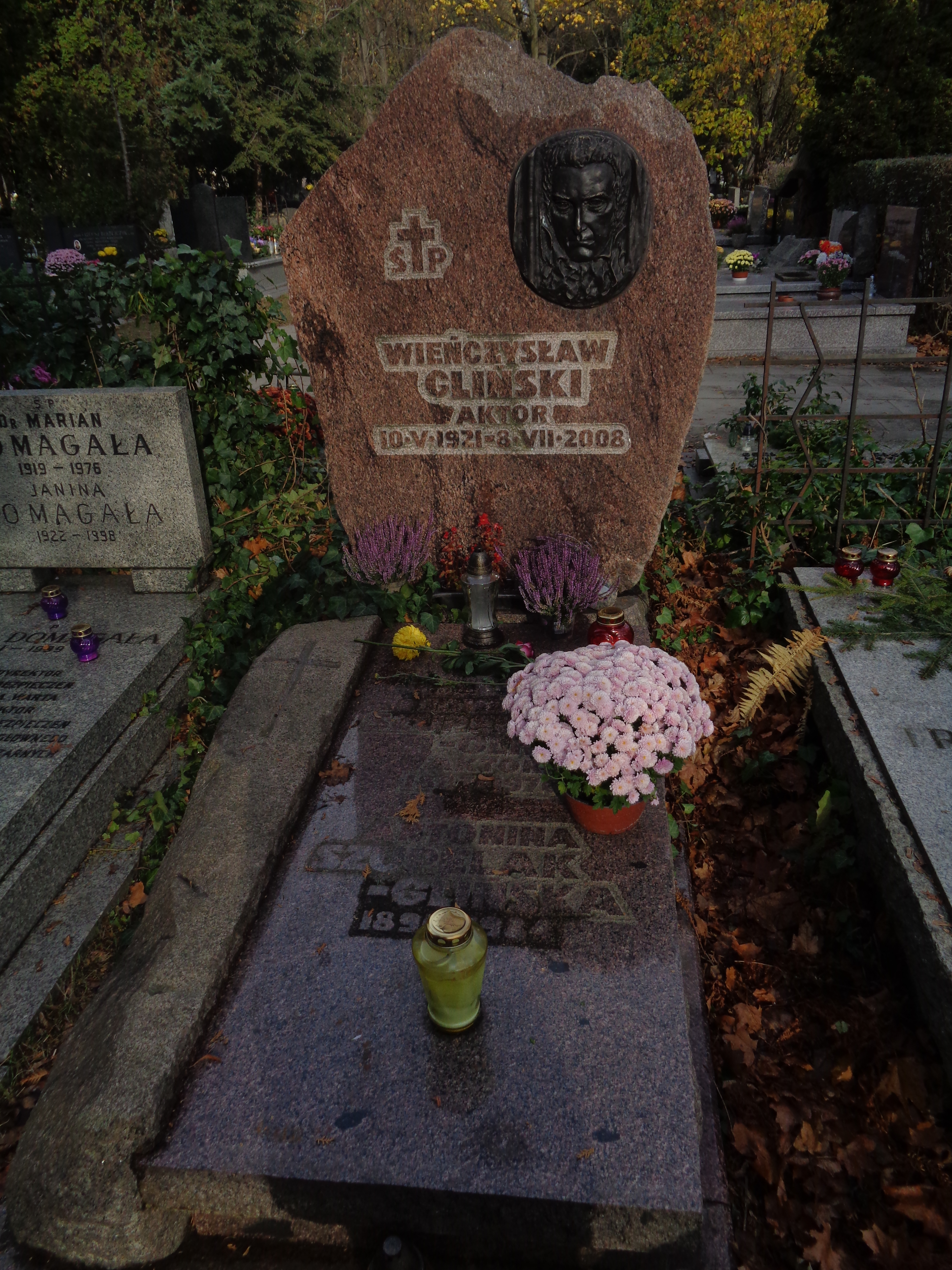
Grób Wieńczysława Glińskiego na warszawskim Cmentarzu Wojskowym na Powązkach

Wieńczysław Gliński (ur. 10 maja 1921 w Astrachaniu, zm. 8 lipca 2008 w Warszawie) – polski aktor teatralny, filmowy i telewizyjny, artysta kabaretowy, pedagog.

## Życiorys
Był synem aktora Edwarda Szupelaka-Glińskiego (1887–1976) i jego żony Antoniny zd. Michajłowy (1896–1984). Na scenie zadebiutował w wieku 12 lat, grając Jasia w inscenizacji bajki braci Grimm Jaś i Małgosia. Brał udział w wileńskich Dziadach Schillera.
W czasie II wojny światowej, będąc studentem podziemnego PIST-u, pracował dorywczo jako szklarz, szatniarz i recepcjonista hotelowy. Został zaprzysiężony jako żołnierz Armii Krajowej. Pod pseudonimem „Antek” służył w grupie nr 6 kontrwywiadu Okręgu Warszawskiego przy Komendzie Głównej ZWZ AK, która zajmowała się rozpracowywaniem osób podejrzanych i ostrzeganiem sprzyjających podziemiu osób trzecich przed donosami. Aresztowany w czasie łapanki i wywieziony do obozu koncentracyjnego na Majdanku, a następnie do Sachsenhausen.
Początkowo występował w Teatrze Miniatur „Syrena” (1945) w Łodzi, następnie w teatrach warszawskich: Polskim (1946–1958), dokąd sprowadził go Arnold Szyfman, Komedii (1958–1960), ponownie Polskim (1960–1963 i 1966–1983) oraz Narodowym (1963–1966 i 1983–1990).
Największą sympatię widzów i uznanie krytyki zdobył interpretacjami roli fredrowskich Ludmira w „Panu Jowialskim”, Gucia w „Ślubach panieńskich”, Alfreda w „Mężu i żonie” i innych.
W 1955 zadebiutował na ekranie rolą tytułową w filmie Sprawa pilota Maresza w reż. Leonarda Buczkowskiego. Za rolę kapitana Grabińskiego w filmie Orzeł, tego samego reżysera razem z Bronisławem Pawlikiem i Aleksandrem Sewrukiem otrzymali zespołowo srebrny medal na pierwszym Festiwalu Filmowym w Moskwie. W Kanale Andrzeja Wajdy zagrał dowódcę powstańczego oddziału, porucznika Zadrę. Za główną rolę w filmie Echo Stanisława Różewicza w 1964 otrzymał pierwszą nagrodę za najlepszą rolę męską na Międzynarodowym Festiwalu Filmowym w Karlowych Warach (za najlepszą rolę żeńską równorzędną nagrodę otrzymała Jeanne Moreau).
Od 1945 współpracował z Teatrem Polskiego Radia. Jego charakterystyczny głos zjednał mu rzesze słuchaczy. Wystąpił m.in. w Opowieści Josepha Conrada, Zrzędności i przekorze Aleksandra Fredry, Ferdydurke Witolda Gombrowicza i Potopie Henryka Sienkiewicza. Był wykładowcą na Wydziale Estradowym PWST w Warszawie.
W 1959 przyznano mu tytuł Najpopularniejszego Aktora Polskiego Filmu (Czytelnicy „Kuriera Polskiego”). W plebiscycie „Expressu Wieczornego” na najpopularniejszego aktora telewizyjnego w 1962 został laureatem Złotej Maski, a pięciokrotnie Srebrnej Maski (1961, 1963, 1964, 1965, 1967).
Znany był także z udziału w warszawskich kabaretach.
W 1981 opowiedział się przeciw bojkotowi radia i telewizji ogłoszonemu przez aktorów protestujących przeciwko stanowi wojennemu.
Był członkiem Związku Artystów Scen Polskich (przewodniczącym Oddziału Warszawskiego), ZBoWiD oraz Towarzystwa Przyjaciół Warszawy.

### Życie prywatne
Był dwukrotnie żonaty. Jego pierwsza żoną była Irena Dębska (1927–2012), z którą miał córkę Katarzynę. 
Został pochowany na cmentarzu Wojskowym na Powązkach w Warszawie (kwatera B35-2-3).

## Filmografia (wybór)

### Aktor
- Sprawa pilota Maresza (1955) – kapitan Piotr Maresz
- Kanał (1956) – porucznik „Zadra”, dowódca kompanii
- Kapelusz pana Anatola (1957) – Jerzy, szef Maniuśki
- Spotkania (1957) – pisarz Wacław Kisielecki (cz. 3)
- Orzeł (1958) – kapitan Grabiński
- Zadzwońcie do mojej żony (1958) – Zbigniew Stępowski, mąż Ireny
- Wyrok (1961) – redaktor Henryk Opara
- Jutro premiera (1962) – reżyser Ryszard Kuryłło
- Ostatni kurs (1963) – porucznik Szymański
- Rozwodów nie będzie (1963) – świadek na ślubie Aliny i Tomka
- Echo (1964) – Henryk Głuchowski
- Lekarstwo na miłość (1965) – Janusz, szef szajki
- Gdzie jest trzeci król (1966) – profesor Gawroński
- Marysia i Napoleon (1966) – Paweł Łączyński, brat Walewskiej
- Mocne uderzenie (1966) – reżyser telewizyjny Lelewicz, przyjaciel Kuby
- Dziadek do orzechów (1967) – radca sądu najwyższego Drosselmajer, ojciec chrzestny Maryni, także E.T.A. Hoffmann
- Stawka większa niż życie (serial telewizyjny) (1968) – generał Harris (odc. 18 – Poszukiwany Gruppenführer Wolf)
- Szerokiej drogi, kochanie (1971) – doktor Grzegorz Jaroń
- Bezkresne łąki (1976) – Henryk
- Romans Teresy Hennert (1978) – porucznik Julian Gondziłł
- Życie na gorąco (serial telewizyjny) (1978) – dziennikarz Carlo Lucetti (odc. 8. Rzym)
- Najdłuższa wojna nowoczesnej Europy (serial telewizyjny) (1979) – sir James (odc. 1 – Pułkownik cesarza)
- Ojciec królowej (1979) – markiz de Vitry, ambasador Francji
- Królowa Bona (serial telewizyjny) (1980) – Andrzej Zebrzydowski, biskup krakowski
- Epitafium dla Barbary Radziwiłłówny (1982) – Andrzej Zebrzydowski, biskup krakowski
- Godność (1984) – dyrektor „Metalpolu”
- Kim jest ten człowiek (1984) – pułkownik Kuziemski
- Czas nadziei (1986) – dotychczasowy dyrektor „Metalpolu”
- Romeo i Julia z Saskiej Kępy (1988) – doktor
- Rzeczpospolitej dni pierwsze (1988) – Stanisław Grabski
- Miasteczko (serial telewizyjny) (2001) – ksiądz Sławomir, rezydent w parafii w Zagórzynie
- Wszyscy święci (2002) – ksiądz Roman, były dowódca Marii
- Glina (serial telewizyjny) (2008) – Roman Garlicki, były mąż Sobczyńskiej
- Jeszcze nie wieczór (2008) – jako on sam

### Polski dubbing
- Oliver Twist (2005)
- Rob Roy (1995) – Markiz Montrose
- Tajemnica szyfru Marabuta (1978)
- Koń, który mówi (serial) (ok. 1965) – właściciel Mister Eda
- Zakochany kundel (1955) – Tramp

## Ordery i odznaczenia
- Order Sztandaru Pracy II klasy (1963)
- Krzyż Komandorski Orderu Odrodzenia Polski (1987)
- Krzyż Oświęcimski
- Medal 40-lecia Polski Ludowej
- Medal 10-lecia Polski Ludowej (19 stycznia 1955)[6]
- Złoty Medal „Za Zasługi dla Obronności Kraju” (1984)
- Srebrny Medal „Za Zasługi dla Obronności Kraju”
- Brązowy Medal „Za Zasługi dla Obronności Kraju”
- Odznaka 1000-lecia Państwa Polskiego (1967)
- Odznaka „Zasłużony Działacz Kultury” (1976)
- Złota Odznaka honorowa „Za Zasługi dla Warszawy”
- Odznaka "Zasłużony dla Teatru Polskiego" (1976)[7]
- Honorowa Odznaka Komitetu do spraw Radia i Telewizji

## Nagrody
- Srebrny Medal na I Międzynarodowym Festiwalu Filmowym w Moskwie (wspólnie z Bronisławem Pawlikiem i Aleksandrem Sewrukiem) za rolę Kapitana Grabińskiego w filmie Orzeł w reż. Leonarda Buczkowskiego (1959)[8]
- „Złota Maska” w plebiscycie „Expressu Wieczornego” na najpopularniejszych aktorów (1962)
- Nagroda na XIV Międzynarodowym Festiwalu Filmowym w Karlowych Warach za rolę Henryka w filmie Echo w reż. Stanisława Różewicza (1964)
- „Srebrna Maska” w plebiscycie „Expressu Wieczornego” na najpopularniejszych aktorów – pięciokrotnie (1961, 1963, 1964, 1965, 1967)
- Nagroda Przewodniczącego Komitetu do Spraw Radia i Telewizji I stopnia za całokształt twórczości aktorskiej w Teatrze Polskiego Radia (1982)
- Nagroda „Trybuny Ludu” (1983)[9];
- Nagroda Ministra Kultury i Sztuki I stopnia za całokształt twórczości aktorskiej (1987);
- Nagroda Specjalna Ministra Obrony Narodowej w dziedzinie teatru i filmu za całokształt twórczości teatralnej, filmowej i estradowej, szczególnie związanej z tradycjami Wojska Polskiego (1988)
- Nagroda na III Festiwalu Teatru Polskiego Radia i Teatru Telewizji Polskiej „Dwa Teatry” w Sopocie za rolę drugoplanową w słuchowisku Jezus we wsi (2003)
- Honorowy Wielki Splendor – nagroda Teatru Polskiego Radia za wybitne osiągnięcia aktorskie i twórczy wkład w rozwój radia artystycznego (2004)[10]